# Кривопорожская ГЭС
Кривопоро́жская гидроэлектроста́нция — ГЭС на реке Кемь в Карелии. Входит в Кемский каскад ГЭС.

## Общие сведения
Строительство ГЭС велось в 1974—1991 годах.
Состав сооружений ГЭС:
- водосливная бетонная плотина длиной 30 м;
- глухая бетонная плотина длиной 30,93 м;
- земляная плотина длиной 1275 м и наибольшей высотой 29 м;
- подводящий канал;
- отводящий канал длиной 730,5 м;
- отводящий канал водосброса длиной 300 м;
- приплотинное здание ГЭС.

Мощность ГЭС — 180 МВт, среднегодовая выработка — 492 млн кВт·ч. В здании ГЭС установлено 4 поворотно-лопастных гидроагрегата мощностью по 45 МВт, работающих при расчётном напоре 26 м. Подпорные сооружения ГЭС (длина напорного фронта 1,43 км) образуют Кривопорожское водохранилище. Площадь водохранилища 70,4 км², полная и полезная ёмкость 566 и 67 млн м³. При создании водохранилища было затоплено 80 га сельхозугодий, перенесено 58 строений.
ГЭС спроектирована институтом «Ленгидропроект».
Кривопорожская ГЭС входит в состав ПАО «ТГК-1».